# 安倍おろし

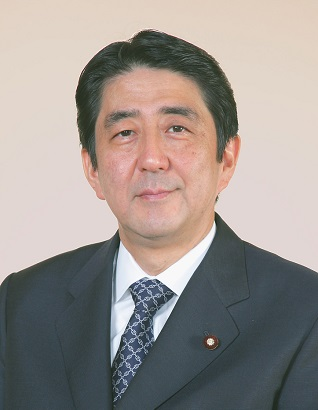
安倍晋三

安倍おろし（あべおろし）は、2007年に自由民主党内で起こった第90代内閣総理大臣の安倍晋三に対する退陣要求。

## 経緯
第21回参議院議員通常選挙における自民党の敗北が濃厚になってきた時点で、青木幹雄・森喜朗・中川秀直の3人には、安倍を辞任させて、福田康夫を擁立してこの難局を乗り切ろうとする構想が存在した。
参院選で与党が惨敗したため、世間からは1989年参院選の宇野宗佑首相の辞任や、1998年参院選の橋本龍太郎首相の辞任のように内閣総辞職をして新首相が誕生すると見られていた。しかし安倍は投票日以前より続投の考えで、退陣を否定した。
自民党総務会では安倍批判が火を噴き、石破茂は「私と小沢（一郎）代表のどちらが首相にふさわしいかの選挙だ」と言ったのに惨敗後も「使命を果たす」では国民への説明がつかないと容赦のない苦言を呈し、谷垣禎一、野田毅も安倍に矛先を向けた。また谷垣派の園田博之や後藤田正純らが安倍に政策変更をうながす会合を開き、派閥横断して反安倍グループを結成したと報道された。
小泉純一郎前首相や麻生太郎外相などが安倍の首相続投を支持していたため与党全体には拡大せず、安倍が内閣改造をおこなう構えをみせると退陣要求は沈静化した。

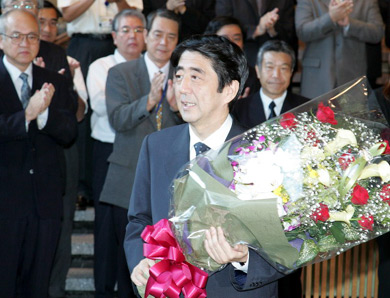
内閣総辞職に際して贈呈された花束を持つ安倍

1989年や1998年参院選のときの首相退任はあくまで与党内の政治事情にもとづいている。しかし安倍は第168回国会の所信表明演説を終え代表質問の直前の9月12日に辞意を表明し、9月25日に第1次安倍改造内閣は総辞職した。